# Церемоніальна магія

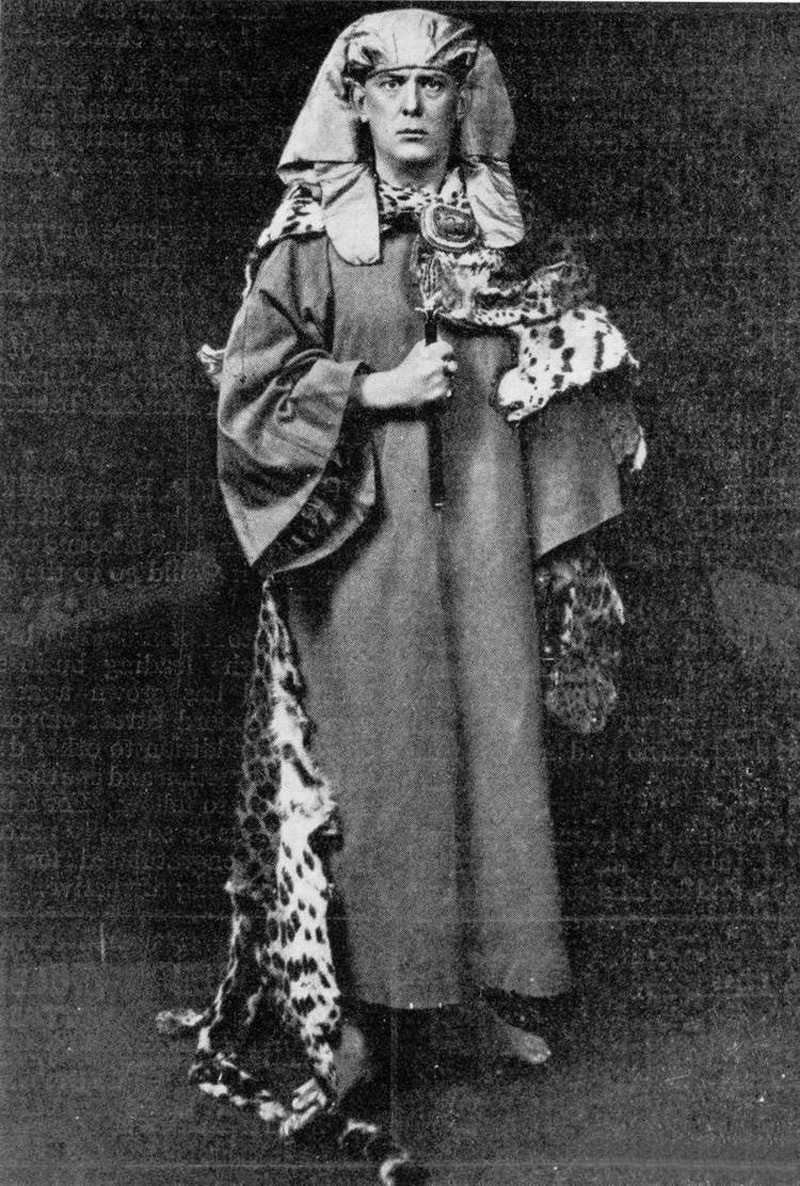
Алістер Кроулі в одязі Золотої Зорі

Церемоніальна магія (ритуальна магія, висока магія або обрядова магія) охоплює широкий спектр магічних ритуалів, які характеризуються церемоніальним видом та численними необхідними аксесуарами для допомоги практикуючому. Термін церемоніальна магія можна розглядати як додаток до ритуальної магії, і в більшості випадків є її синонімомом. Популяризований Герметичним Орденом Золотої Зорі, він спирається на такі школи філософської та окультної думки, як Герметична Кабала, Єнохійська магія, Телема та магія різних ґримуарів. Церемоніальна магія є частиною герметизму та західної езотерики.
В англійській мові існує синонім до слова магія (magic) — magick. Це термін був відновлений Алістером Кроулі, щоб відрізнити окультизм від виконавчої магії, він визначав його як «науку та мистецтво спричиняти зміну відповідно до волі», включаючи «земні» акти волі, а також ритуальну магію. Кроулі писав, що «теоретично можливо в будь-якому об'єкті викликати будь-яку зміну, на яку цей об'єкт здатний за своєю природою». Джон Саймондс і Кеннет Ґрант надають цьому варіантові більш глибоке окультне значення.
Кроулі вважав магію основним методом досягнення людиною справжнього розуміння себе та діяння згідно зі своєю справжньою волею, яку він бачив як примирення «між вільною волею та долею» Кроулі описує цей процес у своїй книзі «Магія, Книга 4» (Magick, Book 4)..